# Хоанг Тхюй Лінь
Хоанг Тхюй Лінь (в'єт. Hoàng Thùy Linh, нар. 11 серпня 1988) — в'єтнамська акторка, телеведуча і поп-співачка. Здобула широку популярність завдяки своїй пісні «See Tình» з реміксованою версією, яка отримала у TikTok багато переглядів. Потерпіла від порнопомсти, за що її порівняли з Періс Гілтон.

## Біографія
Закінчила Ханойський коледж мистецтв, отримавши професію акторки. Також грала в жіночому музичному гурті, була ведучою дитячої передачі і на телебаченні, знімалася для обкладинок підліткових журналів і в різних рекламних роликах.

### Кар'єра
Першою появою Хоанг Тхюй Лінь на екрані стала роль дівчинки Туї в драматичному телесеріалі «Đường đời» (укр. «Шлях життя») (2004 рік, 25 епізодів, Золота премія В'єтнамського театрального фестивалю (2005)). Після цього успіху вона зіграла в драматичному телесеріалі «Trò đùa của số phận'» («Сміх долі») (2005, 18 епізодів), знятому режисером Зуй Туаном, і роль Лен в серіалі «Đi về phía mặt trời» («Подорож до Сонця») (2006, 29 серій) режисера Лу Чонг Ніня.
У 2006 році Хоанг Тхюй Лінь вступила на кафедру телевізійного мистецтва В'єтнамського коледжу акторського мистецтва і фільмів і яку закінчила в 2009 році.
У 2007 Хоанг Тхюї Лінь отримала головну роль у другому сезоні інтерактивної телевізійної програми «Щоденник Ван Ань», спочатку відомої як «Нят ку Ван Ань», високо оціненому критикою ситкомі за його освітнє значення для в'єтнамської молоді.

### Порнопомста
У вересні 2007 року в Інтернеті опублікували приватне відео, на якому Хоанг Тхюй Лінь займалася сексом зі своїм партнером. Спочатку відео було додано на YouTube, звідки незабаром було видалено, однак згодом з'явилося на в'єтнамських форумах. Відео поширилося по всій країні і викликало найбільший скандал за всю історію в'єтнамської індустрії розваг, а також привернуло увагу ЗМІ інших країн, таких як Велика Британія та США. Громадська думка розділилося на дві частини: молодь закликала до толерантності щодо молодої акторки, в той час як дорослі піддали Лінь різкій критиці і навіть зажадали від неї офіційних вибачень за те, що побічно було покладено край освітнім телепрограмам В'єтнаму.
У 2010 році на CNN GO скандал був названий в числі п'яти найбільших, пов'язаних з людьми шоу-бізнесу зі Східної Азії.

### Продовження кар'єри
Після скандалу в кар'єрі акторки настала перерва, але через рік вона повернулася до активної діяльності. Зокрема, в 2008 році продовжила кар'єру співачки, активно беручи участь в різних заходах індустрії розваг Ханоя, знімалася в рекламі лінії одягу і стала обличчям однієї з online-ігор.
У 2010 році повернулася на сцену, випустивши свій дебютний альбом, а в березні 2011 року — другий (обидва — в жанрі денс-поп).

## Фільмографія
- Đường đời (2004)
- Trò đùa của số phận (2005)
- Đi về phía mặt trời (2006)

## Дискографія
- Hoàng Thùy Linh (2010)
- Đừng vội vàng (2011)